# Avignonet-Lauragais
Avignonet-Lauragais (em occitano:  Avinhonet de Lauragués) é uma comuna francesa na região administrativa da Occitânia, no departamento do Alto Garona. Estende-se por uma área de 40.66 km², com 1.578 habitantes, segundo o censo de 2018, com uma densidade de 39 hab/km².